# Исказна алгебра

## Дефиниција
Нека су {\displaystyle \top } и {\displaystyle \bot } два различита знака. Уређена шесторка  {\displaystyle (\{\top ,\bot \},\wedge ,\vee ,\Rightarrow ,\Leftrightarrow ,\neg )}  назива се исказна алгебра ако су  {\displaystyle \wedge ,\vee ,\Rightarrow ,\Leftrightarrow }  бинарне операције скупа {\displaystyle \{\top ,\bot \}} дате таблицама
| {\displaystyle \wedge } | {\displaystyle \top } | {\displaystyle \bot } |
| {\displaystyle \top }   | {\displaystyle \top } | {\displaystyle \bot } |
| {\displaystyle \bot }   | {\displaystyle \bot } | {\displaystyle \bot } |

| {\displaystyle \vee } | {\displaystyle \top } | {\displaystyle \bot } |
| {\displaystyle \top } | {\displaystyle \top } | {\displaystyle \top } |
| {\displaystyle \bot } | {\displaystyle \top } | {\displaystyle \bot } |

| {\displaystyle \Rightarrow } | {\displaystyle \top } | {\displaystyle \bot } |
| {\displaystyle \top }        | {\displaystyle \top } | {\displaystyle \bot } |
| {\displaystyle \bot }        | {\displaystyle \top } | {\displaystyle \top } |

| {\displaystyle \Leftrightarrow } | {\displaystyle \top } | {\displaystyle \bot } |
| {\displaystyle \top }            | {\displaystyle \top } | {\displaystyle \bot } |
| {\displaystyle \bot }            | {\displaystyle \bot } | {\displaystyle \top } |

а {\displaystyle \neg } унарна операциај дата следећом таблицом
|                       | \| {\displaystyle \neg } \| \| \| {\displaystyle \top } \| {\displaystyle \bot } \| \| {\displaystyle \bot } \| {\displaystyle \top } \| |
| {\displaystyle \neg } | |
| {\displaystyle \top } | {\displaystyle \bot } |
| {\displaystyle \bot } | {\displaystyle \top } |

Приоритет операција одговара приоритету логичких везника у исказним формулама.
Свако пресликавање {\displaystyle \{\top ,\bot \}^{n}\rightarrow \{\top ,\bot \}} назива се n-арна операција исказне алгебре.
Поред наведених операција, у исказној алгебри често се користе и следеће две:
- {\displaystyle x\uparrow y=\neg (x\wedge y)}    Шеферова
- {\displaystyle x\downarrow y=\neg (x\vee y)}    Лукасијевичева

## Однос исказних формула и исказне алгебре
Исказне формуле интерпретирамо у исказној алгебри.
Валуација {\displaystyle \alpha \,\!} је пресликавање  {\displaystyle Var\rightarrow \{\top ,\bot \}}  које исказним словима додељује вредности из скупа  {\displaystyle \{\top ,\bot \}}.
Вредност исказне формуле A у валуацији {\displaystyle {\alpha }\,\!}, у ознаци {\displaystyle \upsilon _{\alpha }(A)\,\!} дефинисана је на следећи начин:
{\displaystyle \upsilon _{\alpha }(p_{i})=\alpha (p_{i})\,\!}
{\displaystyle \upsilon _{\alpha }(A\wedge B)=\upsilon _{\alpha }(A)\wedge \upsilon _{\alpha }(B)}
{\displaystyle \upsilon _{\alpha }(A\vee B)=\upsilon _{\alpha }(A)\vee \upsilon _{\alpha }(B)}
{\displaystyle \upsilon _{\alpha }(A\Rightarrow B)=\upsilon _{\alpha }(A)\Rightarrow \upsilon _{\alpha }(B)}
{\displaystyle \upsilon _{\alpha }(A\Leftrightarrow B)=\upsilon _{\alpha }(A)\Leftrightarrow \upsilon _{\alpha }(B)}
{\displaystyle \upsilon _{\alpha }(\neg A)=\neg \upsilon _{\alpha }(A)}
Значи, исказној формули {\displaystyle A(p_{1},...,p_{n})\,\!}  додељујемо функцију
{\displaystyle {\bar {A}}:\{\top ,\bot \}^{n}\rightarrow \{\top ,\bot \}}
за коју важи {\displaystyle A(x_{1},...,x_{n})=\upsilon _{\alpha }(A(p_{1},...,p_{n}))\,\!}, где је {\displaystyle \alpha } валуација за коју важи {\displaystyle \alpha (p_{i})=x_{i},i\in \{1,2,...,n\}}.